# Le Déchargement de bateaux
Pour plus de détails, voir Fiche technique et Distribution.
Le Déchargement de bateaux est un film de Georges Méliès, sorti en 1896. Actuellement, le film est considéré comme perdu.